# نره پرز ماچادو
نره پرز ماچادو (انگلیسی: Nerea Pérez Machado؛ زادهٔ ۱۱ ژانویهٔ ۱۹۹۴) بازیکن فوتبال اهل اسپانیا است.